# Gian Marco
Gian Marco Javier Zignago Alcóver (Miraflores, Lima, 17 de agosto de 1970), conocido simplemente como Gian Marco, es un cantautor, músico, productor musical y expresentador de televisión peruano.
Ganó tres premios Grammy Latinos en la categoría de «mejor álbum cantautor», en los años 2005, 2011, 2012; y tiene hasta la actualidad más de 15 nominaciones. Fue nombrado como Embajador de Buena Voluntad del Fondo de las Naciones Unidas para la Infancia por Unicef el 6 de febrero de 2006.

## Biografía

### Inicios
Gian Marco Javier Zignago Alcóver nació el 17 de agosto de 1970.Su madre es la actriz y cantante peruana Regina Alcóver; su padre, el difunto compositor y cantante peruano Javier Zignago, conocido artísticamente como Joe Danova.Estudió la primaria y la secundaria en el colegio Santa Margarita, ubicado en Monterrico, Lima. A los 12 años, canta por primera vez en televisión en la ciudad de Buenos Aires, Argentina, en el programa Domingos Gigantes conducido por Orlando Marconi. Ese mismo año cantó en Caracas, Venezuela, en el programa La revista de los sábados.[cita requerida]
En 1981, a los 11 años de edad, participó al lado de su madre en la obra musical Papito Piernas Largas, grabando un tema dentro del disco de la obra. Durante sus años juveniles, participó en una serie de eventos artísticos, cantando y actuando. Años más tarde, guitarra en mano, buscó en diversos locales de la capital — entre ellos, "Canta Rana" y La Estación de Barranco, a la que más tarde recuerda en su tema Retrato.
A los 18 años, Gian Marco viajó a la ciudad de Santiago de Chile, Chile para especializarse en diseño gráfico.

### 1990-1997: sus primeros discos y pasos por la televisión
Cuando regresó a Lima, Discos Independientes le propuso grabar su primer disco. A comienzos de 1990, llegó al mercado discográfico nacional con el título Gian Marco: Historias parte I que lanzó temas como «Domitila» y «Mírame», bajo la dirección musical de Pepe Ortega.[cita requerida] En 1992, grabó su segunda producción titulada Personal, realizado en Santiago de Chile de la mano del mismo productor que realizó su álbum debut. Esta producción se promocionó con temas como «Te extrañaré» y «Dame un beso».[cita requerida]
En septiembre de 1993, intervino en el proceso de clasificación del Festival OTI, versión nacional, logrando el primer lugar y representar al Perú en la XXII edición del Festival OTI Internacional, realizado en la ciudad de Valencia, España, con el tema de su inspiración Volvamos a empezar. A mediados y finales de los 90, retorna con otras grandes producciones, comenzó a dedicarse a la composición de canciones y lo llamaron para la conducción de uno de los programas concurso más populares Campaneando, junto a Bruno Pinasco. Compuso y grabó los discos Entre la arena y la luna (1994), Señora, cuénteme (1996) y Al quinto día (1997). Entre la Arena y la Luna cuenta con los arreglos y dirección musical del maestro Pepe Ortega. Su cuarto álbum, Señora, cuénteme, es un homenaje a la canción criolla.
Posteriormente compuso El último adiós, que fue interpretado por él mismo en el programa Sábado gigante de Don Francisco y en la Casa Blanca, durante la ceremonia por el Mes de la Hispanidad.

### 2003-2009: salto internacional y quince años de carrera
En el 2003, recibió en los Premios de La Música de la Sociedad General de Autores y Editores de España (SGAE), el premio como Artista Revelación Latino. Grabó la canción principal de la Copa América Perú 2004 llamada «Más allá de los sueños». El sencillo «Resucitar» de 2004 alcanzó la posición 25 en Latin Pop Songs. En el 2005, realizó un gran concierto por sus 15 años de carrera, el cual se realizó en el Estadio Monumental.[cita requerida] Varios invitados, entre ellos Regina Alcóver (su madre), Mauricio y palo de agua, Pelo Madueño, El General, Antonio Cartagena, entre otros.[cita requerida]
En 2005 recibió el reconocimiento de la American Society of Composers, Authors and Publishers.
En octubre de 2006 anunció firmar para la disquera EMI Music.
En julio de 2007, realizó un concierto a dúo con Juan Diego Flórez en una campaña benéfica para UNICEF.
El 29 de septiembre de 2007, ofreció el concierto Canto por el Sur junto a Eva Ayllón, Juan Luis Guerra, Alejandro Fernández, Reyli, Fonseca, Erika Ender, Pedro Suárez Vértiz, Christian Meier. También estuvieron en video Franco de Vita, quien dedicó una canción en vivo en un concierto realizado en su natal país, y Emmanuel, quien mandó un mensaje de apoyo al Perú.[cita requerida]
El 18 de junio de 2008, lanzó su noveno álbum Desde adentro. Adicionalmente el 2009, participó como doblador para Latinoamérica del personaje Beta en la película Up. Ese mismo año, lanzó los sencillos «Lamento» que alcanzó la posición 30 en la lista Hot Latin Songs, 38 en Latin Pop Airplay,  y 27 en Latin Pop Songs y «Se me olvidó» alcanzó la posición 39 en la lista Hot Latin Songs, 39 en Latin Pop Airplay,  y 26 en Latin Pop Songs.

### 2010-2013:En tiempo real,Días nuevosy20 años
En 2010, presentó su nuevo DVD titulado En tiempo real en el cual se muestra un repertorio que se ejecuta en tiempo real, sin cortes ni efectos, logrando que sea realmente un DVD en vivo. En 2010, alcanzó el disco de platino en Perú.[cita requerida]
El 21 de junio de 2011, presentó su nuevo material discográfico, Días nuevos, en México, en el Foro Voilá de Centro Comercial Antara. El disco contó con la participación de Juan Luis Guerra, Diego Torres y Alejandro Sanz. A solo horas del lanzamiento, se ubicó en el séptimo puesto del Top Latino Albums en iTunes de México,[cita requerida] y en el puesto 13 en el Top Latino Albums en iTunes a nivel mundial.[cita requerida] El 7 de julio del mismo año, se publicó el primer video de promoción del disco en su cuenta oficial en Youtube. Anunciando también una gira por Perú para promocionar su nuevo disco.[cita requerida]
En 2012 estrena el disco 20 años, material discográfico para celebrar sus 20 años de vida artística. Son 20 canciones, de las cuales 18 son antiguas pero grabadas en una nueva versión, y dos canciones inéditas «Invisible» y «En otra vida».[cita requerida] La canción «Invisible» fue compuesta por Gian Marco y Amaury Gutiérrez, en agosto estrenó su video musical estelarizado por la actriz Mónica Sánchez. Por este disco recibió tres nominaciones en la 13.ª edición de los Premios Grammy Latinos: Mejor Álbum Cantautor y Canción del año (por «Invisible»). Gian Marco ganó la primera categoría. En julio de 2012, fue reconocido con un disco cuádruple de platino por superar las 240 mil unidades vendidas en México.

### 2013-presente: versiones y 30 años de carrera
En 2013, fue nominado a los Premios Oye! en las categorías: Álbum en Español del año, Canción en Español del año (por «Invisible») y Solista Masculino. Cantó en mayo de ese año, en la ceremonia de reconocimiento que le rindió la Biblioteca del Congreso de los Estados Unidos a la cantante y compositora Carole King, en el Coolidge Auditórium de esa entidad. En octubre, inició la temporada de conciertos Autor3s en México. En noviembre realizó en Lima el concierto Gian Marco. Amigos junto a otros artistas. En colaboración con Pedro Suárez-Vértiz graban el álbum recopilatorio El encuentro, el cual contiene 16 temas, que saldrá acompañado de un libro de gastronomía, el cual ha sido editado por una agencia bancaria para sus clientes.
En 2013 formó parte de las figuras que rindieron tributo a Miguel Bosé en la ceremonia de los Grammy Latinos de ese año. También interpretó el tema «La flor de la canela» de Chabuca Granda. El tema «La vida nos espera», interpretado por Gian Marco, consiguió una nominación a los Premios Grammy como Mejores arreglos instrumentales acompañando a un vocalista para la arreglista Nan Schwartz. Ese año se lanzó el álbum Versiones, que el mismo lo denominó como el más ambicioso de su carrera, constituye versiones de canciones cantadas a su estilo, entre ellas destacan: «Cartas Amarillas», de Nino Bravo, «Almohada» de José José, entre otros, el disco recibió una nominación a los premio Grammy Latino, además que por primera vez, cantó en la ceremonia principal, interpretando el popular tema de Chabuca Granda: La flor de la canela.
En 2014 formó parte del programa La Voz Perú como entrenador junto a su compatriota Eva Ayllón, Luis Enrique y Álex Lora.
En el marco de los casi 30 años de carrera musical, empezó una gira llamada Gira Intuición 2019 por varias ciudades del Perú, luego extendiéndola a Estados Unidos.

## Otros proyectos
Fue imagen de las marcas como Pepsi, Inca Kola, y de la compañía en telefonía móvil Claro. En el 2006, fue nombrado por Unicef como "Embajador de Buena Voluntad".
A finales de 2007, presentó en sociedad su primer libro titulado La madera del alma: relatos para escuchar el silencio, el cual es una recopilación de relatos. El 5 de octubre del 2007, fue condecorado por el presidente Alan García con la Orden El Sol del Perú, en el grado de Gran Oficial.

## Créditos de composición
Como compositor, Gian Marco ha escrito canciones a:
- Ainhoa («Cuando tu no estás»)
- Alejandro Fernández («Canta corazón», «No se me hace fácil», «Sueño contigo», «Tengo ganas», «Dibujando un corazón», «De nada sirve hablar», «Imagina», «Dame un minuto», «El mismo sol», «Un beso a medias»),
- Carlos Rivera coautoría («Lo digo», «Te esperaba»)
- Cristian Castro («Este loco que te mira», «Mujer de dos caras»),
- Daniel Lazo («Si no es contigo»)
- Diego Torres («Mi corazón se fue», «Esto es lo que soy», «Bendito»)
- Edith Márquez («Si me tenías»)
- Emmanuel («Sentirme vivo», «Fragilidad», «Maldito miedo», «Me tira el alma al suelo», «En otra vida»),
- Gloria Estefan («Hoy», «Tu fotografía», «Mientras tanto»),
- Grupo 5 («El ritmo de mi corazón»)
- Gusi & Beto («Más allá»)
- Ha*Ash coautoría («Tu mirada en mi»)
- India Martínez («Hoy», «Canta corazón»),
- Javier Arias («Un beso a medias»),
- Jon Secada («Si no fuera por ti»),
- Jaci Velásquez («Bendito amor»),
- Kika Edgar («Dibújame el camino»)
- Luis Enrique («Parte de este juego»)
- Mandy Moore («In My Pocket»)
- Manuel Mijares («Si me tenías», «Días nuevos», «De paseo»),
- Marc Anthony («Este loco que te mira», «Hasta que vuelvas conmigo», «Caminaré»),
- Mariel Trimaglio («Hasta que vuelvas conmigo», «Te Mentiria»),
- Max Castro («Paloma de papel»)
- Noel Schajris («No veo la hora»)
- Obie Bermúdez («Me cansé de ti», «El recuerdo»),
- OV7 («Prohibido quererme», «Nada», «Con mis manos»)
- Pandora («Y ven», «Ojalá», «Mientras tanto», «Si te vas estoy mejor», «No te pido»)
- Paulina Rubio («Ni rosas ni juguetes»)
- Soledad Pastorutti («Lejos de ti», «Dame una sonrisa», «Todos somos pueblo», «Una mañana nueva sin ti», «Imagina», «Todo lo que quiero eres tú" ),
- Soraya («Tiempo»),
- Sergio Dalma («Mientras tanto»)
- Tito Nieves («Si me tenías»)
- Víctor Manuelle («Amarte es»)
- Yahir («Marcame la piel»)
- Abel Pintos («Quiero cantar»),
- Daniela Darcourt («Maniquí que respira», «Con mi amiga», «Tú llorarás»),

### Composiciones para homenajes
- En 2001, compuso el tema El último adiós en homenaje a las víctimas del ataque terrorista del 11 de septiembre del 2001, el cual interpretaron Alejandro Sanz, José Feliciano, Juan Luis Guerra, Marco Antonio Solís, Thalía, Gloria Estefan, Celia Cruz, Jaci Velásquez, Alejandro Fernández, Christina Aguilera, Beto Cuevas, Shakira, Ricky Martin, Luis Fonsi, Soraya, Jon Secada, etc. También interpretaron el tema en vivo en la Casa Blanca; aunque no todos los participantes originales.
- En 2004, compuso la canción oficial de la Copa América Perú 2004, titulada "Más Allá de los Sueños".
- En 2006, compuso la canción para la película peruana Dragones: destino de fuego, titulada "Destino de fuego".
- En 2009, compuso junto a Diego Torres la canción para la película peruana El Delfín la historia de un soñador.
- En 2011, se dio a conocer que Gian Marco había escrito la canción oficial para los XVI Juegos Panamericanos Guadalajara 2011, que iniciaría el 14 de octubre de ese mismo año.[55] El tema llamado "El Mismo Sol", sería interpretado por el mexicano Alejandro Fernández y producido por Humberto Gatica en Los Ángeles.[56]
- En 2012, compuso e interpretó para el evento "América celebra a Chespirito" los temas "Nunca vamos a olvidarte», «Gracias Chespirito" y "Viva el amor", en homenaje a los 40 años de trayectoria de Roberto Gómez Bolaños por Televisa.[57]
- En 2019, compuso e interpretó la canción "Yo no soy diferente" para "Proyecto ser humano", una campaña contra la discriminación iniciada por CNN en Español.

## Discografía
| - 1990: Gian Marco - 1992: Personal - 1994: Entre la arena y la luna - 1995: Una celebración de amor - 1996: Señora, cuénteme - 1997: Al quinto día - 2002: A tiempo - 2004: Resucitar - 2006: 8 - 2008: Desde adentro - 2011: Días nuevos - 2012: 20 años - 2015: #Libre - 2018: Intuición - 2021: Mandarina - 2024: Aún me sigo encontrando | - 2006: Grandes éxitos - 2009: En vivo desde el Lunario - 2010: En tiempo real - 2013: Versiones |

## Giras
- Intuición 2019
- Intuición 2020
- Cuarteto acústico

## Créditos

### Televisión
- Campaneando
- La Voz Perú

### Teatro
- Don Juan en el infierno[58]
- Papito de piernas largas
- Dos historias para cantar, musical.
- Voces y cuerdas
- Mi vida en sol mayor, show unipersonal.

## Premios y nominaciones
| Año  | Nominación a                           | Categoría                         | Resultado | Ref.          |
| ---- | -------------------------------------- | --------------------------------- | --------- | ------------- |
| 2002 | Él mismo                               | Artista revelación                | Nominado  |               |
| 2002 | A tiempo                               | Mejor álbum pop                   | Nominado  |               |
| 2002 | «Se me olvidó»                         | Grabación del año                 | Nominado  |               |
| 2004 | «Hoy»                                  | Mejor canción tropical            | Nominado  |               |
| 2005 | Resucitar                              | Mejor álbum cantautor             | Ganador   | [ 59 ]        |
| 2008 | Desde adentro                          | Mejor álbum vocal pop masculino   | Nominado  | [ 60 ]        |
| 2008 | «Todavía»                              | Canción del año                   | Nominado  | [ 60 ]        |
| 2009 | Gian Marco en vivo desde el Lunario    | Mejor video musical versión larga | Nominado  |               |
| 2011 | Días nuevos                            | Mejor álbum cantautor             | Ganador   | [ 61 ] [ 62 ] |
| 2012 | 20 años                                | Mejor álbum cantautor             | Ganador   | [ 63 ] [ 64 ] |
| 2012 | «Invisible» (junto a Amaury Gutiérrez) | Canción del año                   | Nominado  |               |
| 2013 | Versiones                              | Álbum del año                     | Nominado  |               |
| 2015 | #Libre                                 | Mejor álbum cantautor             | Nominado  |               |
| 2015 | «Vida de mi vida»                      | Canción del año                   | Nominado  | [ 65 ]        |

| Año  | Trabajo nominado | Categoría                  | Resultado | Ref.   |
| ---- | ---------------- | -------------------------- | --------- | ------ |
| 2013 | 20 años          | Álbum en español del año   | Nominado  | [ 67 ] |
| 2013 | «Invisible»      | Canción en español del año | Nominado  | [ 68 ] |
| 2013 | Él mismo         | Solista Masculino del año  | Nominado  | [ 69 ] |

| Año  | Trabajo nominado | Categoría                      | Resultado | Ref. |
| ---- | ---------------- | ------------------------------ | --------- | ---- |
| 2007 | "No te avisa"    | Mejor canción pop rock         | Ganador   |      |
| 2007 | Él mismo         | Mejor artista pop rock del año | Nominado  |      |

| Año  | Trabajo nominado | Categoría         | Resultado | Ref.   |
| ---- | ---------------- | ----------------- | --------- | ------ |
| 2007 | Él mismo         | Personaje del año | Ganador   | [ 70 ] |
| 2011 | Él mismo         | Artista del año   | Ganador   |        |
| 2011 | «Dime dónde»     | Canción del año   | Ganador   |        |
| 2012 | Él mismo         | Artista del año   | Nominado  |        |